# 调查异隐蟹
调查异隐蟹（学名：Heterocrypta investigatoris）为菱蟹科异隐蟹属的动物。分布于印度、红海以及中国大陆的广西等地，生活环境为海水，一般生活于水深40-50米的沙底。